# دوركاس موثوني
دوركاس موثوني (بالإنجليزية: Dorcas Muthoni)‏ (و. 1979  م) هي سيدة أعمال، من كينيا.

## التعليم
تعلمت في جامعة نيروبي.

## جوائز
حصلت على جوائز منها:
- قاعة مشاهير الإنترنت (جائزة) (2014)
- جائزة مركز أنيتا برج للمرأة والتكنولوجيا [الإنجليزية]‏
- دكتوراه فخرية.